# Żołądkowa Gorzka

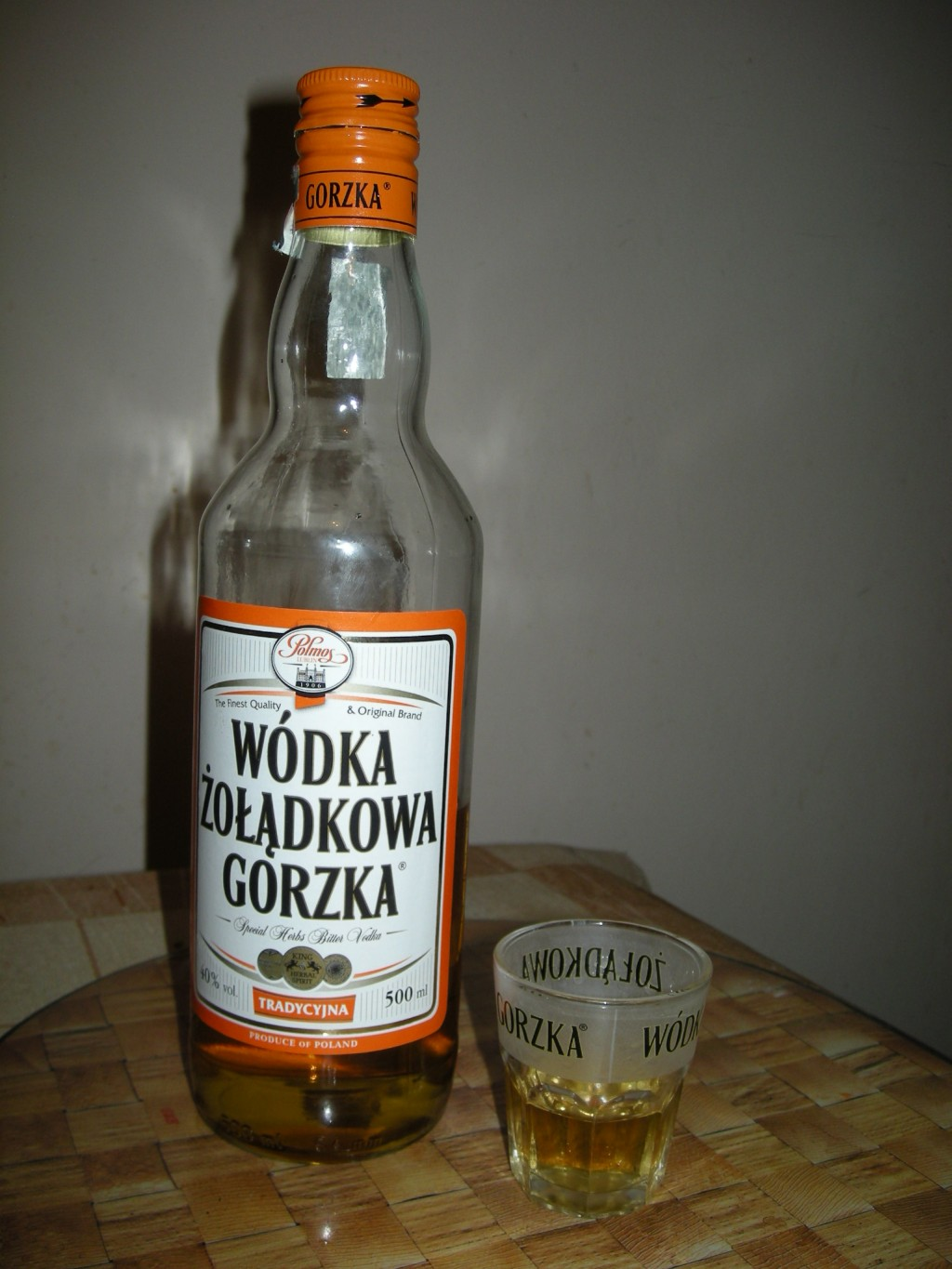

Żołądkowa Gorzka (spreek uit als: Zhowontkova goshka) is een droge kwaliteitswodka van Polmos Lublin uit Polen.
Żołądkowa Gorzka heeft een karakteristieke bitter-zoete vanilleachtige karamelsmaak die aan whisky doet denken, al is het zoeter en zachter. Karamel wordt dan ook als kleurstof gebruikt. Het heeft een alcoholpercentage van 40%. Het is ook verkrijgbaar in de smaken munt en honing. De naam betekent "maagbitterwodka" en in de volksmond is het tevens een medicijn tegen maagklachten. Het is gemaakt van gedroogd fruit en kruiden en is geïntroduceerd in de jaren 70.
Het heeft sindsdien verscheidene prijzen in de wacht gesleept, waaronder de Oskar FMCG prijs in 2006 of de prestigieuze Monde Selection Grand Gold Award.